# Slovenský Pohár
La Coppa di Slovacchia (in slovacco Slovenský Pohár), nota come Slovnaft Cup per ragioni di sponsorizzazione, è la seconda competizione per importanza del campionato slovacco di calcio dopo la Corgoň Liga.
Organizzata dalla Federazione calcistica slovacca (Slovenský futbalový zväz), è riservata alle squadre professionistiche slovacche che prendono parte alla massima serie, la Corgoň Liga, e alle divisioni minori. 
La prima edizione della Coppa si svolse nel 1969 e fino al 1993 il vincitore della Coppa slovacca affrontava la vincitrice della Coppa della Repubblica Ceca nella finale della Coppa di Cecoslovacchia. La vincitrice rappresentava il paese nella Coppa delle Coppe.

## Albo d'oro
Periodo cecoslovacco (1969-1993)
- 1969-1970:  Slovan CHZJD Bratislava (1)
- 1970-1971:  Spartak Trnava (1)
- 1971-1972:  Slovan CHZJD Bratislava (2)
- 1972-1973:  VSS Košice (1)
- 1973-1974:  Slovan CHZJD Bratislava (3)
- 1974-1975:  Spartak Trnava (2)
- 1975-1976:  Slovan CHZJD Bratislava (4)
- 1976-1977:  Lokomotíva Košice (1)
- 1977-1978:  Jednota Trenčín (1)
- 1978-1979:  Lokomotíva Košice (2)
- 1979-1980:  ZŤS Košice (2)
- 1980-1981:  Dukla B.B. (1)
- 1981-1982:  Slovan CHZJD Bratislava (5)
- 1982-1983:  Slovan CHZJD Bratislava (6)
- 1983-1984:  Internacionál Slovnaft Bratislava (1)
- 1984-1985:  Lokomotíva Košice (3)
- 1985-1986:  Spartak Trnava (3)
- 1986-1987:  DAC Dunajská Streda (1)
- 1987-1988:  Internacional Slovnaft ZTS Bratislava (2)
- 1988-1989:  Slovan CHZJD Bratislava (7)
- 1989-1990:  Internacional Slovnaft ZTS Bratislava (3)
- 1990-1991:  Spartak Trnava (4)
- 1991-1992:  Tatran Prešov (1)
- 1992-1993:  Košice (3)

Periodo slovacco (1993-oggi)
- 1993-1994:  Slovan Bratislava (8)
- 1994-1995:  Inter Slovnaft Bratislava (4)
- 1995-1996:  Humenné (1)
- 1996-1997:  Slovan Bratislava (9)
- 1997-1998:  Spartak Trnava (5)
- 1998-1999:  Slovan Bratislava (10)
- 1999-2000:  Inter Slovnaft Bratislava (5)
- 2000-2001:  Inter Slovnaft Bratislava (6)
- 2001-2002:  Senec (1)
- 2002-2003:  Púchov (1)
- 2003-2004:  Petržalka (1)
- 2004-2005:  Dukla B.B. (2)
- 2005-2006:  Ružomberok (1)
- 2006-2007:  ViOn Z.M. (1)
- 2007-2008:  Petržalka (2)
- 2008-2009:  Košice (4)
- 2009-2010:  Slovan Bratislava (11)
- 2010-2011:  Slovan Bratislava (12)
- 2011-2012:  Žilina (1)
- 2012-2013:  Slovan Bratislava (13)
- 2013-2014:  Košice (5)
- 2014-2015:  AS Trenčín (1)
- 2015-2016:  AS Trenčín (2)
- 2016-2017:  Slovan Bratislava (14)
- 2017-2018:  Slovan Bratislava (15)
- 2018-2019:  Spartak Trnava (6)
- 2019-2020:  Slovan Bratislava (16)
- 2020-2021:  Slovan Bratislava (17)
- 2021-2022:  Spartak Trnava (7)
- 2022-2023:  Spartak Trnava (8)
- 2023-2024:  Ružomberok (2)
- 2024-2025:  Spartak Trnava (9)

## Vittorie per club
| Squadra             | Vittorie | Secondi posti | Anni vittorie                                                                                        |
| ------------------- | -------- | ------------- | --- |
| Slovan Bratislava   | 17       | 7             | 1970, 1972, 1974, 1976, 1982, 1983, 1989, 1994, 1997, 1999, 2010, 2011, 2013, 2017, 2018, 2020, 2021 |
| Spartak Trnava      | 9        | 8             | 1971, 1975, 1980, 1991, 1998, 2019, 2022, 2023, 2025                                                 |
| Inter Bratislava    | 6        | 2             | 1984, 1988, 1990, 1995, 2000, 2001                                                                   |
| VSS Košice          | 5        | 3             | 1973, 1980, 1993, 2009, 2014                                                                         |
| Lokomotíva Košice   | 3        | 1             | 1977, 1979, 1985                                                                                     |
| Ružomberok          | 2        | 4             | 2006, 2024                                                                                           |
| Petržalka           | 2        | 3             | 2004, 2008                                                                                           |
| Dukla B.B.          | 2        | 3             | 1981, 2005                                                                                           |
| AS Trenčín          | 2        | -             | 2015, 2016                                                                                           |
| Žilina              | 1        | 8             | 2012                                                                                                 |
| Tatran Prešov       | 1        | 4             | 1992                                                                                                 |
| DAC Dunajská Streda | 1        | 2             | 1987                                                                                                 |
| Púchov              | 1        | 1             | 2003                                                                                                 |
| Senec               | 1        | 1             | 2002                                                                                                 |
| Jednota Trenčín     | 1        | -             | 1978                                                                                                 |
| Humenné             | 1        | -             | 1996                                                                                                 |
| ViOn Z.M.           | 1        | -             | 2007                                                                                                 |